# Johann Gottlieb Ebart
Johann Gottlieb Ebart (* 5. Dezember 1746 in Berlin; † 19. April 1805 in Spechthausen) war ein deutscher Papierhändler und Papiermühlenbesitzer.

## Leben und Wirken

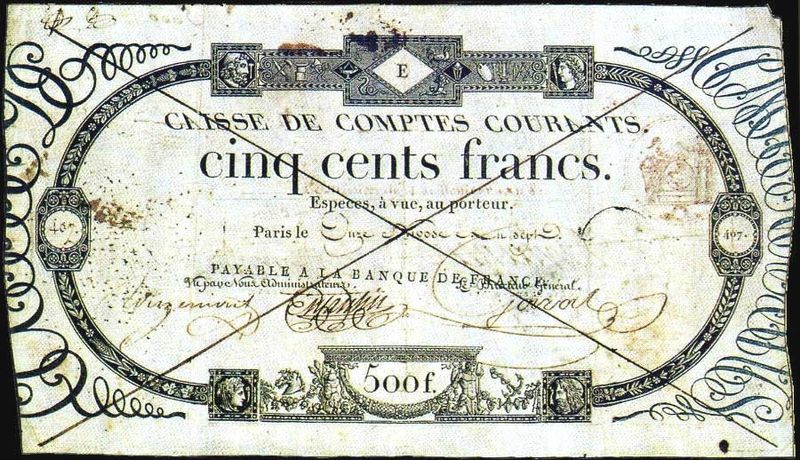
Billets de la Caisse des Comptes Courants, Wert 500 francs aus dem Jahr 1800

Johann Gottlieb Ebart war ein Sohn von Johann Paul Ebart (um 1709–1782) und Anna Gertrud (1714-1796(?)), verwitwete Fournier, geborene Langenbach. Zu den Vorfahren der Familie gehörte ein Mann namens Jacob, der 1654 als Papiermacher in Neustadt tätig war.
Ebart erhielt eine kaufmännische Ausbildung. Sein Vater arbeitete als Papiermacher in Pankow und hatte in Berlin eine Papierhandlung gegründet, an der sein Sohn 1776 Anteile erhielt. 1782 übernahm er dieses Geschäft und erwarb fünf Jahre später die Papiermühle Spechthausen. Dieser 1781 gegründete und bis dahin unbedeutende Betrieb ging zurück auf die Initiative Friedrich II., die Wirtschaft in den östlichen Landesteilen zu stärken. Die von dem westfälischen Papiermacher Math. Friedrich Vorster technisch geleitete Mühle entwickelte sich aufgrund Ebarts Unterstützung bis dessen Tod zu einem der größten und besten Papierhersteller, der 120 Hämmer, drei Papierholländer und acht Bütten betrieb.
Um die Jahrhundertwende versuchte Ebart, Sicherheitspapiere ähnlich der französischen Billets de la Caisse des Comptes Courants zu produzieren. Die von ihm hergestellten Papiere, deren Masse rote Zeichen und Buchstaben enthielt, wurden besser als jene aus französischer Produktion erachtet. Ebart bekam daher 1799 den Auftrag, entsprechende Papiere für preußische Staatstresorscheine herzustellen. Die Papierfabrik in Spechthausen produzierte damit erstmals Wertpapiere. Für seine Handelsgeschäfte in Berlin kooperierte er mit Johann Chr. Friedrich Stentz, der im Unternehmen, das von 1789 bis 1812 „Ebart & Stentz“ hieß, mitarbeitete. Die Papierfabrik firmierte hingegen unter seinem eigenen Namen.
Ebart galt als sozial eingestellt und ließ Arbeiterwohnungen errichten. Im Jahr 1789 gründete er eine Schule für 28 Kinder seiner Mitarbeiter, errichtete 1797 einen Viktualienmarkt und eine Brauerei.
Ebart war seit 1776 verheiratet mit Friederica Charlotte (1753–1787), deren Vater namens Stein als Mühlmeister in Prenzlau tätig war. Aus der Ehe stammte der Sohn Johann Wilhelm (1781–1822), dessen Sohn Karl Emil die Papiergeschäfte der Ebarts in Berlin und Spechthausen fortführte.